# Cistus laurifolius

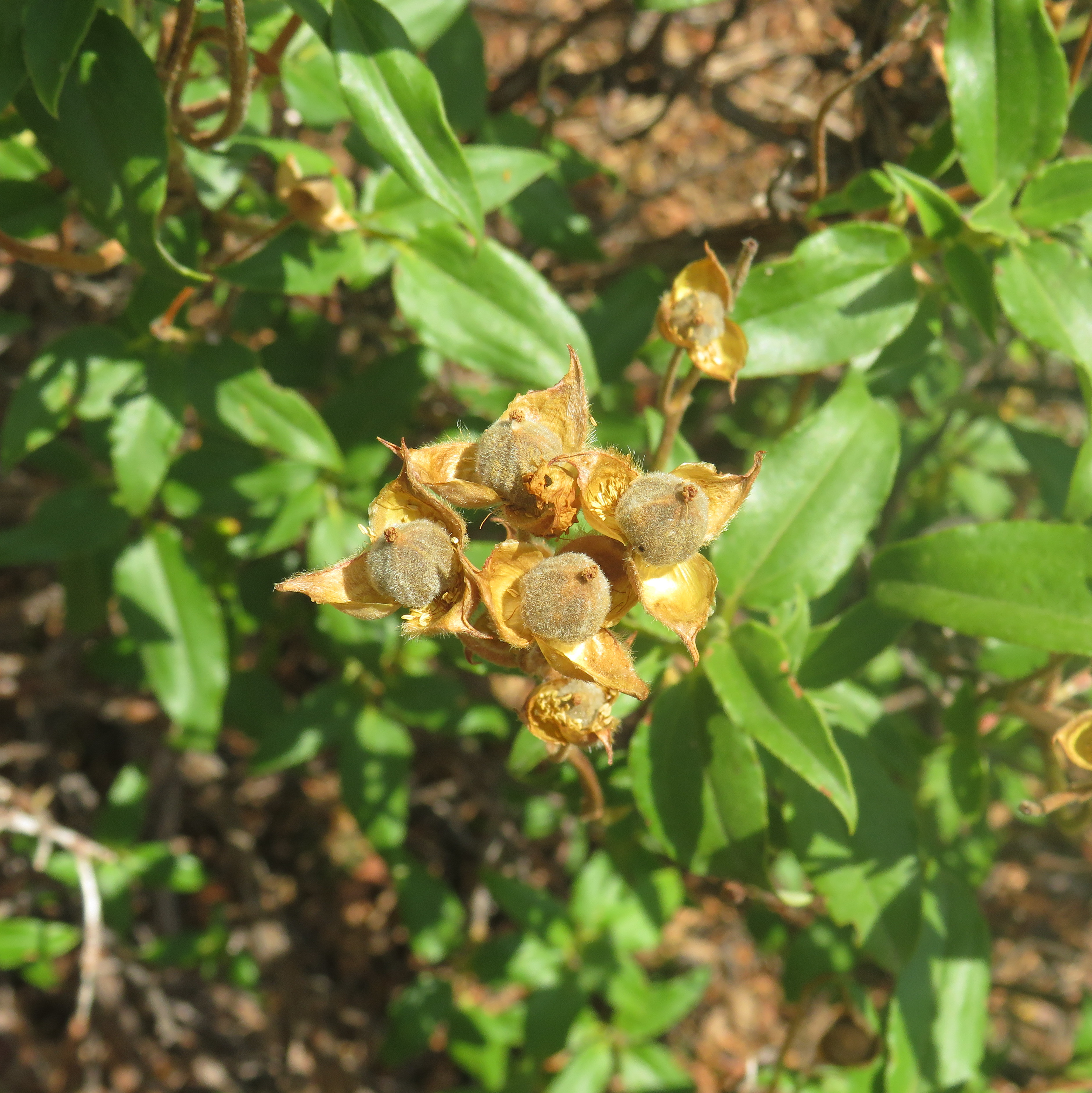
Capsule.

Il cisto maggiore (Cistus laurifolius L., 1753) è una pianta della famiglia delle Cistaceae, diffusa nei paesi europei del Mediterraneo occidentale, Marocco e Asia minore.

## Etimologia
Il nome Cistus deriva dal greco cistê che significa capsula e si riferisce al frutto, mentre l'epiteto specifico laurifolius si riferisce alla somiglianza tra le foglie di questa pianta e quelle del lauro.
Mentre il nome comune cisto maggiore deriva dalla maggiore dimensione dei fiori di questa pianta rispetto a quelli degli altri congeneri presenti in Italia.

## Descrizione
Si tratta di un arbusto alto 1–2 m, lignificato e molto ramificato.
Le sue foglie vanno da una lunghezza di 2/3 cm sino a 6 cm, hanno una forma lanceolata- ovale e sono lisce e lucide sulla pagina superiore, con un colore verde intenso, mentre sono bianche o grigiastre sulla pagina inferiore, per la presenza di pubescenza chiara. Ogni foglia ha 3-5 nervature. Il picciolo è breve.
I fiori di diametro da 5 a 7/8 cm di larghezza, i petali sono bianchi di 2–3 cm per 1,5-2,8 cm, più grandi che nelle altre specie italiane di Cistus.
I sepali sono tre. Gli stami sono molto numerosi e di colore giallo intenso che risalta sul bianco dei petali.I fiori sono riuniti in cime, 4-8 per cima. La fioritura è da Maggio a Luglio.
Il frutto è una capsula deiscente, composta da 5 valve, di forma ovata e ricoperta da fine peluria.

## Distribuzione e habitat
Il cisto maggiore è diffuso soprattutto nella zona occidentale del Mediterraneo, in Portogallo, Spagna, Marocco, Andorra, Francia anche in Corsica, Italia, Grecia e Turchia
In Italia è presente solo in Toscana e precisamente sul Monte Giovi nei pressi della frazione di Santa Brigida nel comune di Pontassieve. Questa pianta è iscritta tra le specie a rischio di estinzione in Italia.
Abita i boschi mediterranei e la macchia.
Questa specie di Cistus ha la particolarità che sopravvive meglio delle altre in zone fredde.

## Tassonomia
Del Cisto maggiore vengono riconosciute due sottospecie:
- Cistus laurifolius ssp. laurifolius
- Cistus laurifolius ssp. atlanticus , diffusa in Marocco, ha statura minore rispetto alla sottospecie nominale e le infiorescenze sono portate su peduncoli più lunghi.[4]